# Rafael del Real
Rafael González del Real, o Rafael del Real o Raffin Delreal como era su nombre artístico (Gallur, 6 de julio de 1932-Madrid, 30 de noviembre de 2023) fue un pintor español. Nacido circunstancialmente en Aragón, se crio y vivió gran parte de su vida en Tudela, ciudad navarra en la que desarrolló su actividad pictórica y a la que estuvo estrechamente vinculado. Considerado un heredero del impresionismo, según afirma el también pintor tudelano Jan Díez «la forma y el color eran algo fundamental» en su obra.

## Contexto artístico
Por su nacimiento, dentro de la pintura navarra del siglo XX, se situaría «dentro de la generación de artistas plásticos navarros que nacen antes de la Guerra civil española, a fines de la década de los veinte y principios de los años treinta del siglo XX» donde compartiría espacio con otros artistas como «Jesús Lasterra, César Muñoz Sola, Miguel Ángel Echauri, José Antonio Eslava, Julio Martín Caro, Salvador Beunza, José Mª Apezetxea, Elías Garralda, Francisco Buldáin, Ana Mª Marín, Gloria Ferrer, etc.» Salvo excepciones contadas, todos ellos son fundamentalmente paisajistas aunque algunos de ellos abordan también otras temáticas pictóricas.
Este generación es la continuadora de maestros navarros anteriores, «nacidos a fines del siglo XIX o principios del Siglo XX, el relevo de Jesús Basiano, Javier Ciga, Miguel Pérez Torres, Julio Briñol, Lozano de Sotés, Francis Bartolozzi, etc.» y representarán durante los años de 1960 la vanguardia «de la pintura navarra» donde «protagonizan una época fecunda y de auténtica expansión de las artes plásticas dentro de una sociedad navarra en proceso de profunda transformación también.» El alejamiento de Navarra durante tantos años no ha impedido su pertenencia a dicha generación.
Respecto a su nombre artístico es frecuente, e indistinto, su firma como Rafael del Real o Rafael Delreal como se comprueba en la documentación referida y publicada.

## Biografía

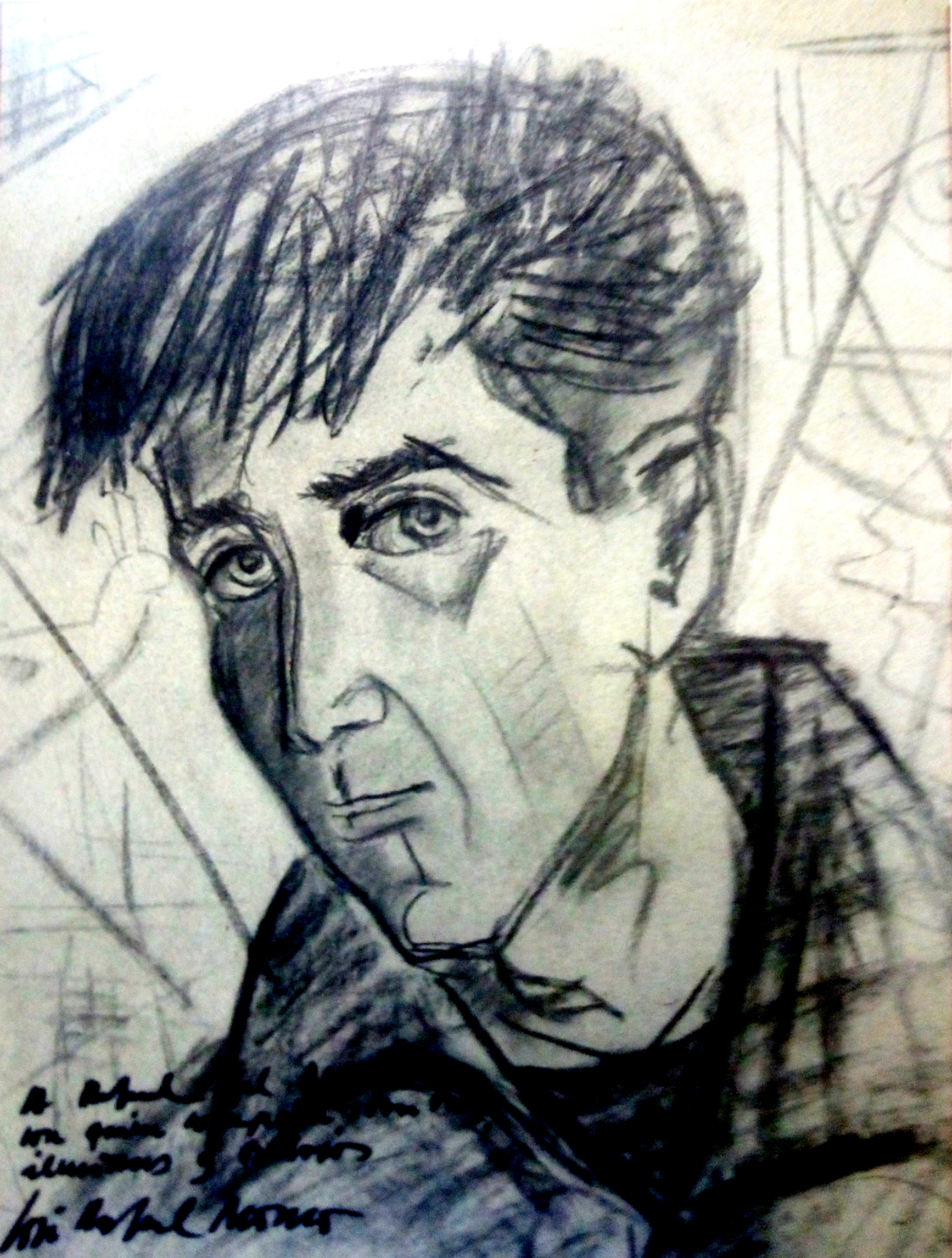
Retrato de Rafael joven dedicado por Rafael Moneo: “A Rafael Delreal, con quien compartí tantas ilusiones y trabajos“.

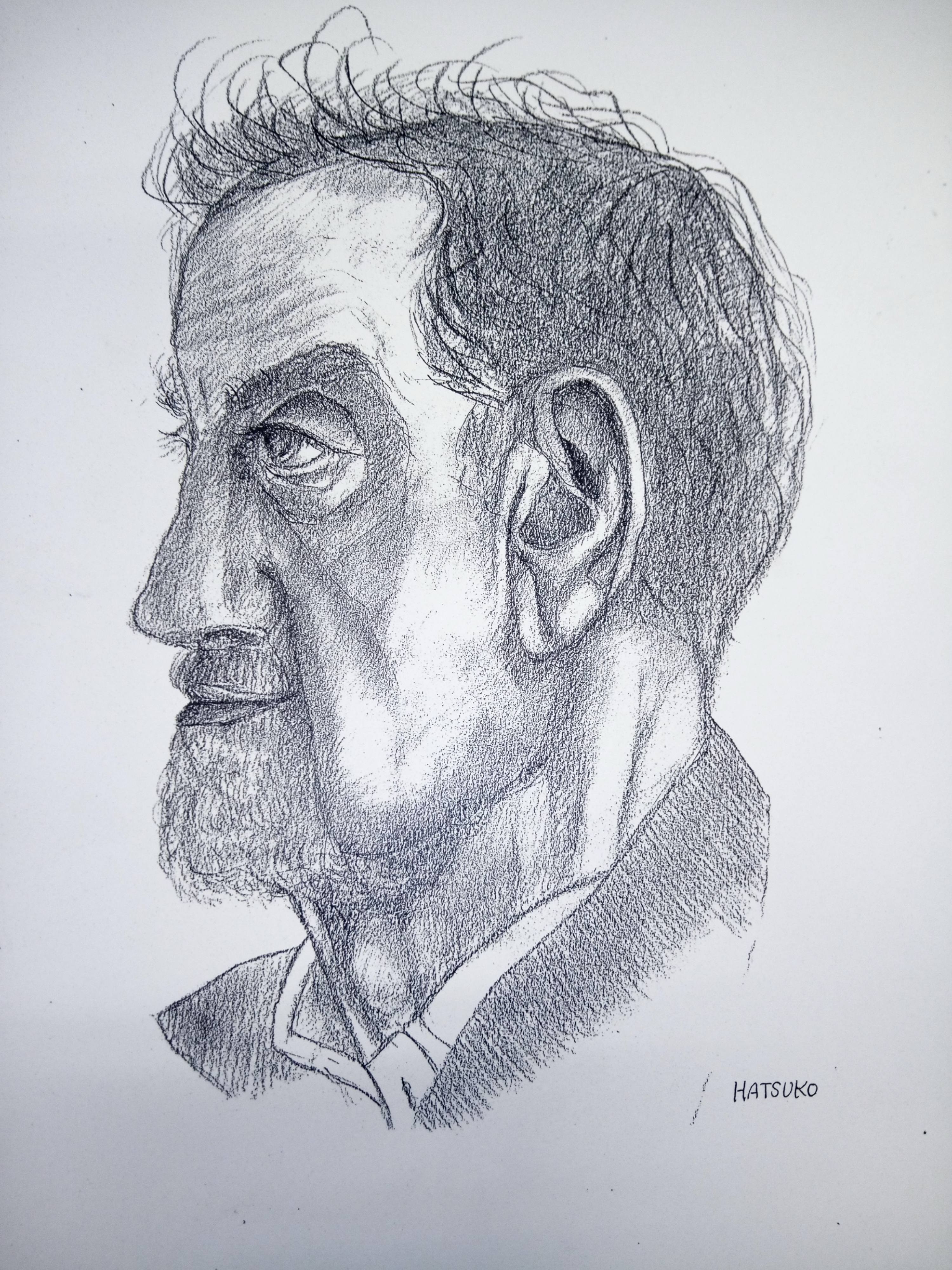
Rafa por Hatsuko. Lápiz sobre papel

Era su padre empleado de ferrocarriles destinado en Gallur cuando nació allí un 6 de julio de 1932 este artista que antes de cumplir un año ya se había trasladado a Tudela donde se asentó la familia al encontrar allí un buen destino laboral. Los primeros años vivieron en la calle Pontarrón, en el casco antiguo de la capital de la Ribera de Navarra, porque, como confesaba el pintor en una entrevista, "eramos muy pobres".
Otros lugares donde vivió, según testimonia Jan Díez, fueron «la “casa de los abogados” en la calle Magallón, donde nacieron sus hermanas Maru y Asun, en esta calle está, como sabemos, el Palacio del Marqués de San Adrián y desde 1934 hasta 1963 estuvo el colegio de los Corazonistas (Instituto de los Hermanos del Sagrado Corazón), lugar donde nos dice Rafael cursará sus estudios.»
La impronta de Tudela —donde residió los veinte años primeros de vida— quedará en sus recuerdos, especialmente asociados con sus años de infancia y juventud, dejándolo además reflejado en diferentes entrevistas a los medios. Así se expresaba a Diario de Navarra en 2002:

Las impresiones que tengo de niño son de la parte vieja de Tudela, donde vivía. Ahora Tudela está rodeada de rotondas y no me dicen nada. Me dicen más las pocas calles viejas, con el óxido y los verdines. Esto es imborrable, como el ir a espigar a la Bardena con mi madre…mi padre era ferroviario, de los que recorrían a pie las vías, y quería que fuera un hombre de bien, pero le salí oveja negra, artista. Cuando murió yo estaba estudiando comercio y tuve que tomar su puesto en el que estuve cinco años.

Siendo aún adolescente comenzó sus estudios en la Escuela de Comercio de Pamplona hasta que «la temprana muerte de su padre, cuando Rafael contaba 17 años,» le obliga a volver a Tudela para ponerse a trabajar en los ferrocarriles.
Su trayectoria artística se va forjando mediante los cursos nocturnos recibidos de la Fundación Castel Ruiz de Tudela, entre los años 1946 y 1954. En estos años celebró su primera exposición, concretamente el año 1950 en la Casa del Reloj de Tudela. Será también durante estos años cuando trabe una gran amistad con el arquitecto Rafael Moneo, en cuya compañía compartían el gusto por la cultura y el arte hasta el punto de compartir, junto a otros miembros, la fundación de la revista tudelana Cierzo. Rafael del Real siempre guardó cerca de él el retrato que le dedicó el arquitecto luciéndolo con orgullo.
Es esta la época que recordaba el también pintor tudelano Jan Díez, como «un hombre inquieto que participó en más de un colectivo cultural, como el de ese grupo de pintores y aficionados que se reunían en la casa del pintor Vidal Abeti, en la calle Fuente de Canónigos allá por los años cincuenta, para pintar, dibujar, hablar de pintura etc. Dicho grupo lo componían además de Vidal Abeti y Rafael, José María Monguilot, Gonzalo Forcada (historiador con grandes aptitudes artísticas), Fabiola Navascués, mi madre Ana Ochoa, y alguna persona más».
Rafael se trasladó a Madrid en 1954 donde empezó a estudiar Bellas Artes y, acabada su formación madrileña, amplia sus estudios en Londres (1961-1963), Helsinki (1963-1964) e incluso en Japón, en Osaka y Kioto fundamentalmente, (1965-1966) donde conoció a su esposa Hatsuko Honma. La experiencia en Japón marca profundamente «su personalidad y sus formas artísticas. Parte de la configuración y técnica de su pintura responde a su estancia en Japón».
Fallecido en Madrid el 30 de noviembre de 2023 había tenido ocasión de hacer testamento unas semanas antes donde dejaba en propiedad al Ayuntamiento de Tudela «dos locales ubicados en la calle Ronda de Toledo de Madrid, así como las obras de arte (esculturas y cuadros) que se encuentran en su interior.» En este testamente el pintor también lega al Gobierno de Navarra y al Museo de Navarra «otros dos locales en el mismo edificio, con las obras de arte que en ellos se guardan.» Añade una cláusula donde indica que "Si el Ayuntamiento de Tudela renunciase al legado, pasaría al Museo de Navarra y viceversa".

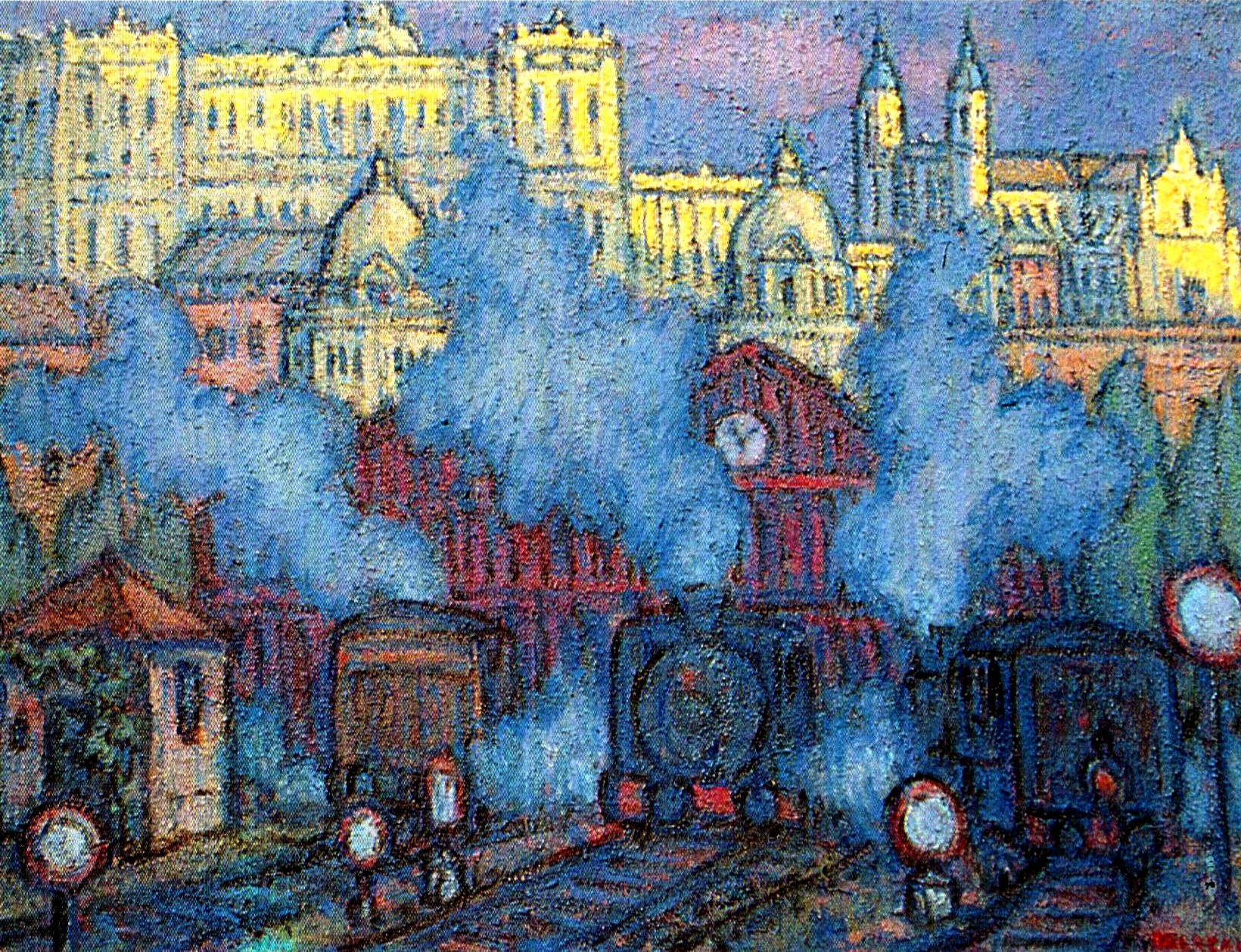
Vista de la Estación del Norte con trenes de vapor. Madrid.

## Obra

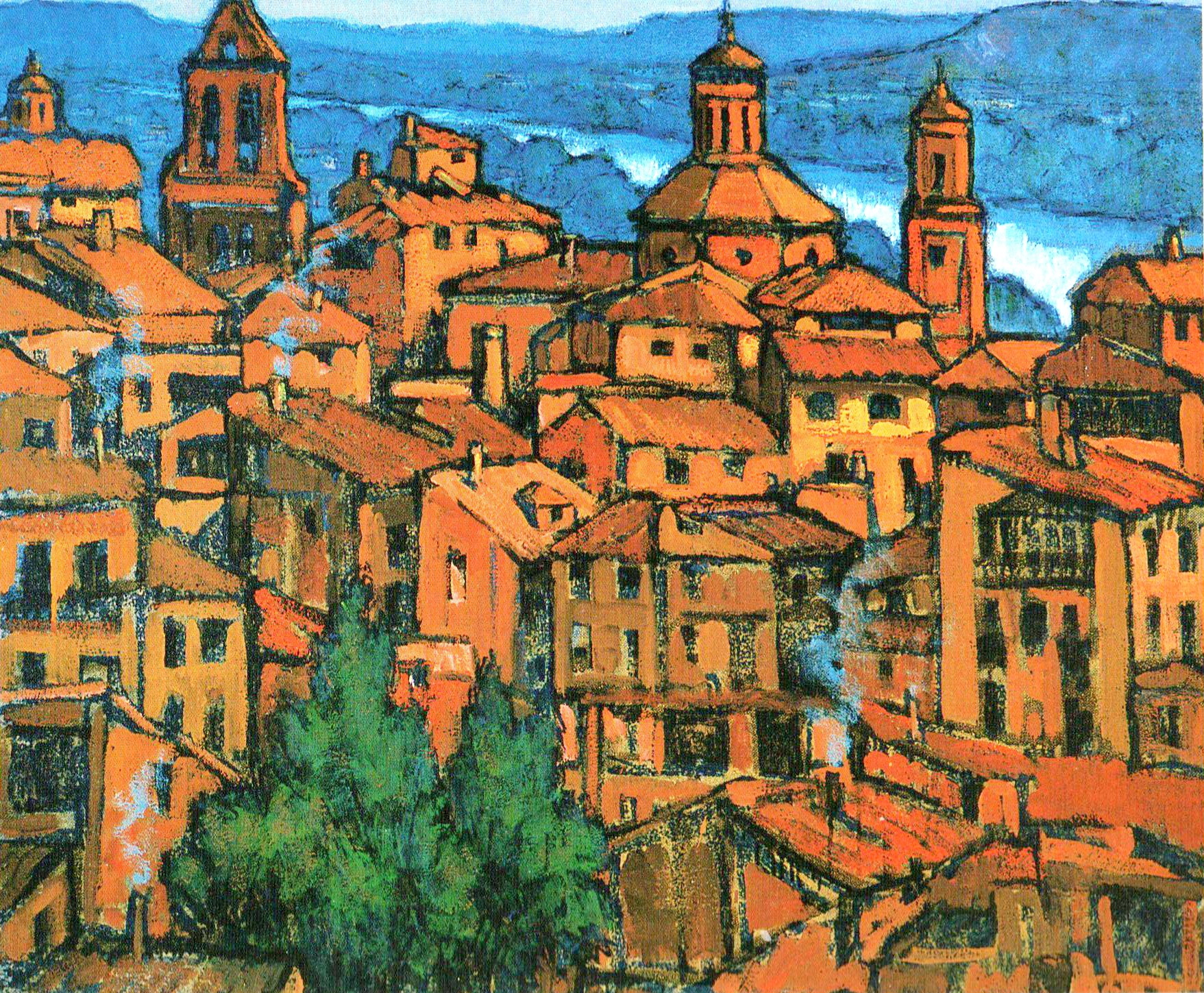
Judería de Tudela, Navarra. Óleo sobre tabla. 120 x 100 cm. Incluido en la exposición "Tudela y las Bardenas", del año 2000.

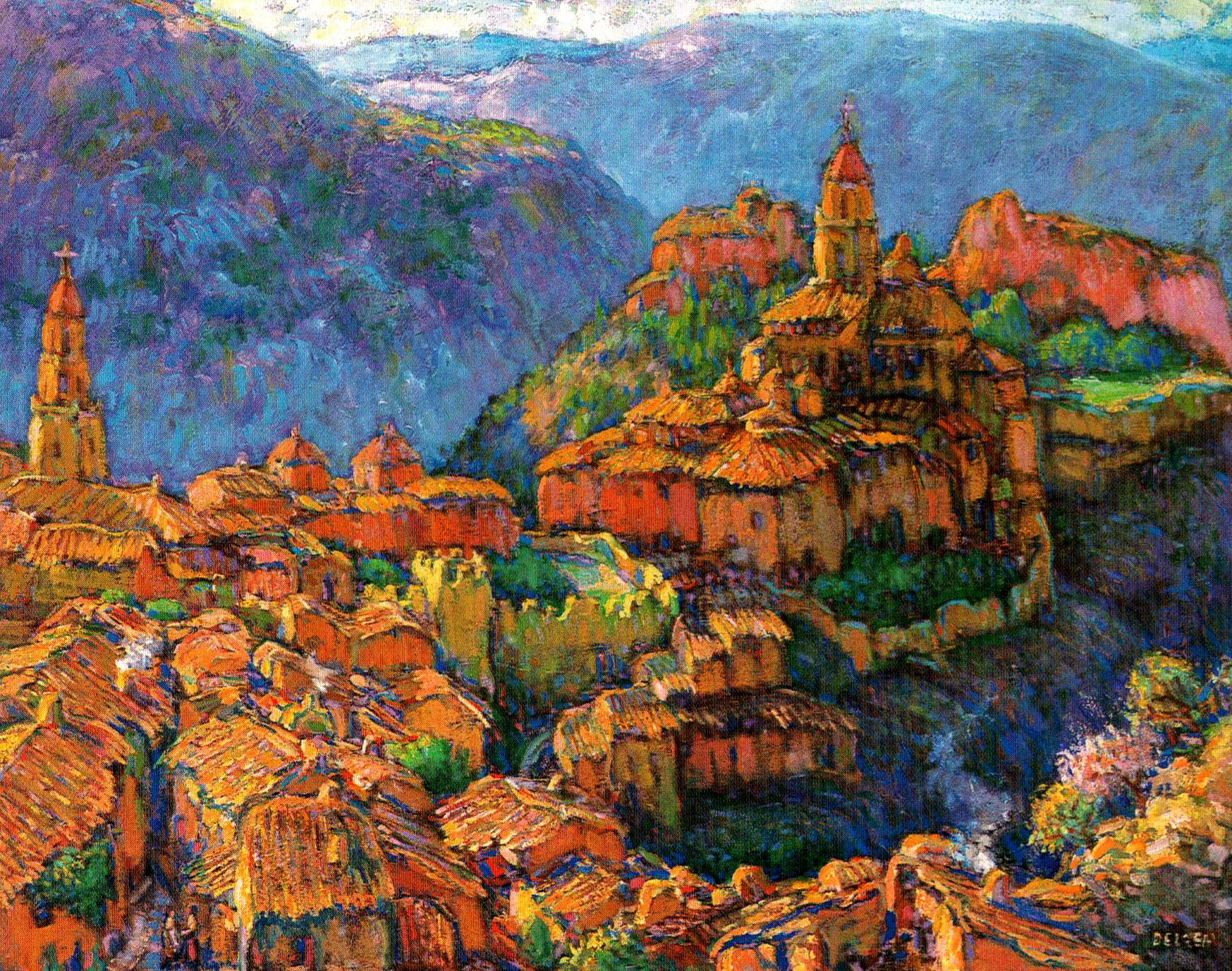
Vista de Albarracín, Teruel.

Retrato de Sancho VII el Fuerte de Rafael del Real (Archivo Municipal de Tudela)

### Temas y estilo
Dentro del aspecto estilístico y temático la obra legada muestra muchas diferencias «a lo largo de su dilatada trayectoria, de más de 70 años, siendo influenciado siempre por el entorno y por las corrientes pictóricas predominantes.» Los principales campos temáticos son: «el paisaje, el bodegón y la figura» siendo el primero el más destacable y que comparte con muchos otros autores de su generación navarra. El historiador del arte Muruzábal del Solar valora que «sus cuadros buscan la sencillez de lo cotidiano para, desde ella, crear sus composiciones plásticas.» Estaríamos «ante un artista que ha dominado el dibujo y la composición» dirá Muruzábal, «la forma y el color» matizará Jan Díez. En esta línea abunda Muruzábal cuando afirma que «gusta en utilizar el color con total libertad, lo que hace que en su obra convivan cuadros con formas y estilos diferentes, pero en los que el color y la expresión mandan por encima de cualquiera otra consideración.»
El principal soporte que emplea será el lienzo o la madera y, sobre ellos, el óleo. Con esta base material como artista «se ha movido siempre entre el impresionismo y el expresionismo», sin poder fijarlo en un movimiento u otro debido a «la dificultad que supone encuadrar a un artista en una corriente concreta,» opinión que recoge Muruzábal haciéndose eco de la expresada ya en 1971 por el periodista corellano Matías Escribano que, en una exposición realizada en Madrid en esa fecha, escribía:

“A Delreal es fácil catalogarle; estas obras tienen, ante todo, personalidad propia. Hay una tendencia clasicista en su forma de hacer, y hay al mismo tiempo, en perfecta y admirable simbiosis, un enfoque modernista y renovador. Delreal está en una línea que podríamos denominar expresionista. En sus cuadros predomina una técnica depurada que se traduce en trazos vigorosos y amables, al mismo tiempo. Estos son, a nuestro criterio, los factores dominantes en el hacer pictórico de Delreal”
Matías Escribano, en Catálogo Exposición Galería de Arte Elipa de Madrid, octubre de 1971

Sin embargo la pintura mural también fue ocasión de expresión de su buen quehacer artístico:
- 1960 Frescos de la Parroquia de Nª Sª de Lourdes de Tudela (Navarra).
- 1961 “The Ship” en Londres.
- 1962 Bolera en Tudela.
- 1963 Frescos de la Iglesia de San José de Cazorla (Jaén).[19] Se tratan de 7 frescos estilo grequiano «que aunque todas las guías dan por sentado son copias de obras de "Don Doménikos", Rafael ha mantenido siempre que solamente copió las maneras, que no los motivos» afirma Salvador Martín Cruz.[20]
- 1964 Factoría Tepa Oy, en Yubascula (Finlandia).
- 1965. “Kyoto Gakusey no le” en Japón.
- 1967. Factoría de Aluminio Ortoprot de Zaragoza.
- 1970. Colegio Mayor Guadalupe en la Ciudad Universitaria de Madrid.
- 1972. Locales Lady, Amaya y Salinas en Tudela.
- 1976. Factoría Renault de Tudela.

Por etapas, de forma genérica, su producción pictórica transita de «una pintura en tonos más oscuros, predominando  negros, grises, azulados oscurecidos, etc.» (finales de los años 1950 - mediados de los años 1960). Dentro de esta fase estarían las que el artista llama Series Negras, abundando los «paisajes madrileños y navarros, escenas costumbristas, etc.»
En una etapa posterior (años 1980) se muestra una pintura que «sin perder su carácter y su expresividad, va ganado en color: los tonos se vuelven mucho más luminosos y claros, abandonando los colores oscuros y pesados de los tiempos anteriores.» Se trata de una pintura más optimista, de fuertes contrastes colorísticos, inundada de luz. Este tipo de representaciones paisajísticas son las que se repiten en las décadas posteriores. Las representaciones mostradas de la geografía española son amplias incluyendo estampas madrileñas, andaluzas o aragonesas. Continúa abundando los temas navarros y especialmente tudelanos, pintando mucho también la Bardena.
Destacan entre la temática abordada en sus pinturas «el ambiente de Tudela, las Bardenas y los personajes riberos.» Pero especialmente es singular «el retablo de la parroquia del barrio de Lourdes en Tudela, especialmente la “viejica” que aparece en él, mucha gente desconoce que Rafael es el autor de ese magnífico retablo.» —indica Jan Díez.
Con la evolución de su obra sus cuadros se van iluminando —comenta Jan Díez— para citar a Carlos Ciriza cuando dice que:

“La obra de Rafael rebosa color a través de una paleta cargada de luz y salpicada de tonos de gran plasticidad herederos del impresionismo. Su pincelada es generosa, llena de fuerza y a la vez de delicadeza, creadora de un mundo de gran intensidad cromática, repleto de detalles visuales que atrapan la mirada del espectador en una cautivadora cascada de color y armonía. Descanse en paz".
Jan Díez, Diario de Noticias de Navarra, 13 de diciembre de 2023

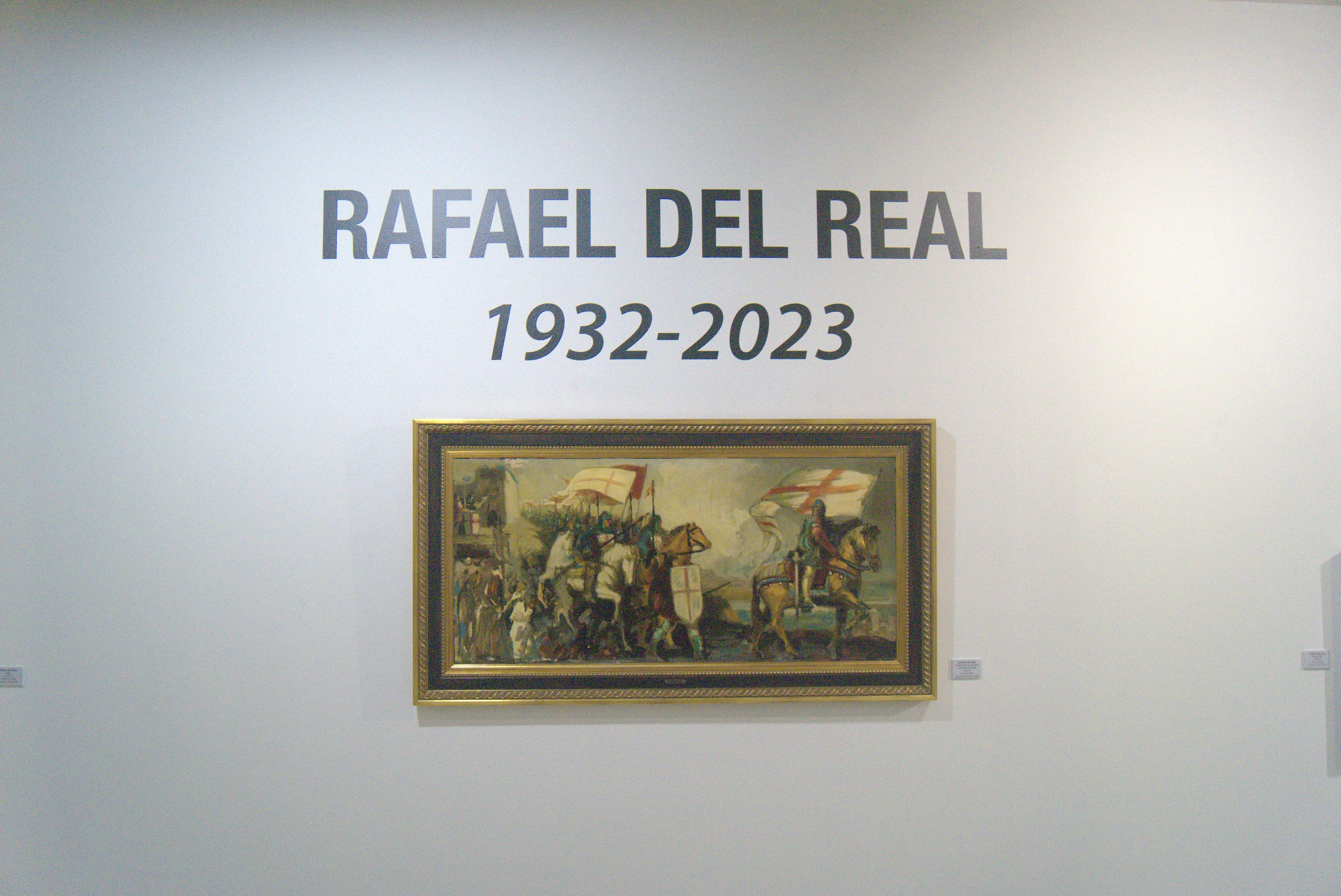
Exposición sobre Rafael del Real (Museo Muñoz Sola) (2024)

Realizó exposiciones en varios países: Japón, Francia, Inglaterra, Italia. Dentro de España expuso en Madrid (donde residía), Barcelona, Pamplona y naturalmente en Tudela.